# Мајсторовина
Мајсторовина је насеље у општини Бијело Поље у Црној Гори. Према попису из 2003. било је 327 становника (према попису из 1991. било је 393 становника).
Овде се налази Манастир Мајсторовина.

## Демографија
У насељу Мајсторовина живи 263 пунолетна становника, а просечна старост становништва износи 40,0 година (39,6 код мушкараца и 40,5 код жена). У насељу има 101 домаћинство, а просечан број чланова по домаћинству је 3,23.
Становништво у овом насељу веома је хетерогено, а у последња три пописа, примећен је пад у броју становника.
|  |

| Демографија | Демографија | Демографија |
| Година      | Становника  | Становника  |
| ----------- | ----------- | ----------- |
|             |             |             |
|             |             |             |
|             |             |             |
|             |             |             |
| 1948.       | 404         |             |
| 1953.       | 441         |             |
| 1961.       | 533         |             |
| 1971.       | 538         |             |
| 1981.       | 525         |             |
| 1991.       | 393         | 387         |
| 2003.       | 327         | 327         |
|             |             |             |

| Етнички састав према попису из 2003.‍ | Етнички састав према попису из 2003.‍ | Етнички састав према попису из 2003.‍ | Етнички састав према попису из 2003.‍ | Етнички састав према попису из 2003.‍ |
| ------------------------------------ | ------------------------------------ | ------------------------------------ | ------------------------------------ | ------------------------------------ |
|                                      |                                      |                                      |                                      |                                      |
| Црногорци                            | Црногорци                            |                                      | 181                                  | 55,35%                               |
| Срби                                 | Срби                                 |                                      | 144                                  | 44,03%                               |
| непознато                            | непознато                            |                                      | 1                                    | 0,30%                                |

| Година пописа     | 1948. | 1953. | 1961. | 1971. | 1981. | 1991. | 2003. |
| ----------------- | ----- | ----- | ----- | ----- | ----- | ----- | ----- |
| Број домаћинстава | 84    | 90    | 102   | 105   | 105   | 105   | 101   |

| Број чланова      | 1   | 2  | 3  | 4  | 5  | 6  | 7 | 8 | 9 | 10 и више | Просек |
| ----------------- | --- | -- | -- | -- | -- | -- | - | - | - | --------- | ------ |
| Број домаћинстава | 101 | 23 | 18 | 17 | 16 | 16 | 5 | 6 | 0 | 0         | 0      |

| Пол    | Укупно | Неожењен/Неудата | Ожењен/Удата | Удовац/Удовица | Разведен/Разведена | Непознато |
| ------ | ------ | ---------------- | ------------ | -------------- | ------------------ | --------- |
| Мушки  | 159    | 79               | 65           | 10             | 5                  | 0         |
| Женски | 113    | 27               | 60           | 25             | 1                  | 0         |
| УКУПНО | 272    | 106              | 125          | 35             | 6                  | 0         |

| Пол    | Укупно                    | Пољопривреда, лов и шумарство | Рибарство                            | Вађење руде и камена | Прерађивачка индустрија       |
| ------ | ------------------------- | ----------------------------- | ------------------------------------ | -------------------- | ----------------------------- |
| Мушки  | 37                        | 1                             | 0                                    | 0                    | 12                            |
| Женски | 8                         | 1                             | 0                                    | 0                    | 3                             |
| УКУПНО | 45                        | 2                             | 0                                    | 0                    | 15                            |
| Пол    | Производња и снабдевање   | Грађевинарство                | Трговина                             | Хотели и ресторани   | Саобраћај, складиштење и везе |
| Мушки  | 3                         | 2                             | 1                                    | 0                    | 2                             |
| Женски | 0                         | 0                             | 1                                    | 0                    | 0                             |
| УКУПНО | 3                         | 2                             | 2                                    | 0                    | 2                             |
| Пол    | Финансијско посредовање   | Некретнине                    | Државна управа и одбрана             | Образовање           | Здравствени и социјални рад   |
| Мушки  | 0                         | 0                             | 5                                    | 2                    | 1                             |
| Женски | 0                         | 1                             | 0                                    | 1                    | 1                             |
| УКУПНО | 0                         | 1                             | 5                                    | 3                    | 2                             |
| Пол    | Остале услужне активности | Приватна домаћинства          | Екстериторијалне организације и тела | Непознато            | Непознато                     |
| Мушки  | 4                         | 0                             | 0                                    | 4                    | 4                             |
| Женски | 0                         | 0                             | 0                                    | 0                    | 0                             |
| УКУПНО | 4                         | 0                             | 0                                    | 4                    | 4                             |